# アイ・リアリー・ラヴ・ユー
 アイ・リアリー・ラヴ・ユー （I Really Love You)は、1983年2月7日に発売されたジョージ・ハリスン（Geoge Harrison）の楽曲である。

## 概要
アルバム「ゴーン・トロッポ」からのシングルカット。
アメリカ限定リリース。
オリジナルは、アメリカのドゥ・ワップ・グループ「ステレオズ」が1961年に唯一ヒットさせたもので、全米ヒット・チャートでは最高29位を記録している。
ビートルズ時代に、この曲を演奏した記録は残されていないが、デビュー前にメンバー間で好んで聞いていた可能性は高い。
なお、ジョージのヴァージョンは、ヒット・チャート入りを果たせなかった。

## 収録曲
- アイ・リアリー・ラヴ・ユー(I Really Love You)
- サークルズ(Circles)